# Rémy Vercoutre
Rémy Vercoutre (* 26. června 1980, Grande-Synthe) je francouzský fotbalový brankář, který momentálně působí v klubu SM Caen.

## Klubová kariéra
Vercoutre přestoupil 1. července 2002 z Montpellieru do Olympique Lyon. Sezónu 2004/05 strávil na hostování v RC Strasbourg, ale mnoho zápasů zde neodchytal (pouze 5 ligových).
V Lyonu kryl záda Grégory Coupetovi, po jeho zranění v roce 2007 se stal brankářskou jedničkou. Jakmile se Coupet uzdravil, Vercoutre se opět přesunul na pozici brankářské dvojky.
Po odchodu brankáře Hugo Llorise do Tottenhamu v srpnu 2012 se dostal na pozici klubové jednotky mezi tyčemi.
V červnu 2014 odešel do SM Caen.

## Reprezentační kariéra
Vercoutre byl členem francouzských mládežnických výběrů. Zúčastnil se Mistrovství Evropy hráčů do 21 let v roce 2002 ve Švýcarsku, kde Francie podlehla ve finále české jedenadvacítce v penaltovém rozstřelu a získala stříbro.